# 亚东点地梅
亚东点地梅（学名：Androsace hookeriana）为报春花科点地梅属下的一个种。

## 扩展阅读
- 維基物種上的相關：亚东点地梅